# Thrixopelma zaratensis
Espèce
Thrixopelma zaratensis est une espèce d'araignées mygalomorphes de la famille des Theraphosidae.

## Distribution
Cette espèce est endémique de la région de Lima au Pérou,. Elle se rencontre dans la province de Huarochirí dans les districts de Santa Eulalia et de San Bartolomé.

## Description
Le mâle holotype mesure 43,70 mm et le mâle paratype 47,18 mm.

## Systématique et taxinomie
Cette espèce a été décrite par Kaderka et Quispe-Colca en 2025.

## Étymologie
Son nom d'espèce, composé de zarat[e] et du suffixe latin -ensis, « qui vit dans, qui habite », lui a été donné en référence au lieu de sa découverte, la forêt de Zárate.

## Publication originale
- Kaderka & Quispe-Colca, 2025 : « Description of a male of the Peruvian tarantula Thrixopelma aymara (Chamberlin, 1916), and a new species of Thrixopelma Schmidt, 1994 from Peru (Araneae; Theraphosidae; Theraphosinae), with comments on the conservation of tarantulas in Peru. » Revista Peruana de Biología, vol. 32, no 2, e30562, p. 1-35.